# Vilar de Maçada
Vilar de Maçada es una freguesia portuguesa del concelho de Alijó, con 19,75 km² de área y 1 236 habitantes (2001). Densidad de población: 62,6 hab/km².
Aquí nació el Presidente de Portugal José Sócrates